# Elbe-Parey
Elbe-Parey – gmina samodzielna (niem. Einheitsgemeinde) w Niemczech, w kraju związkowym Saksonia-Anhalt, w powiecie Jerichower Land.